# Буртенбах
Буртенбах (њем. Burtenbach) град је у њемачкој савезној држави Баварска. Једно је од 34 општинска средишта округа Гинцбург. Према процјени из 2010. у граду је живјело 3.249 становника. Посједује регионалну шифру (AGS) 9774122.

## Географски и демографски подаци
Буртенбах се налази у савезној држави Баварска у округу Гинцбург. Град се налази на надморској висини од 501-535 метара. Површина општине износи 37,6 km². У самом граду је, према процјени из 2010. године, живјело 3.249 становника. Просјечна густина становништва износи 86 становника/km².

## Међународна сарадња
| Мјесто      | Држава   | Врста сарадње | Од    |
| ----------- | -------- | ------------- | ----- |
| Вертештолна | Мађарска | контакт       | 2000. |
| Извор       |          |               |       |